# Prise en otage de Denis Allex
Guerre civile somalienne
La prise en otage de Denis Allex est l'enlèvement par le Harakat al-Chabab al-Moudjahidin en 2009 de Denis Allex, un agent de la DGSE envoyé en Somalie afin d'entraîner les troupes du gouvernement fédéral de transition. L'affaire se termine par une opération militaire de l'armée française menée à Buulo Mareer le 11 janvier 2013 afin de libérer l'otage, laquelle échoue.

## Denis Allex
Denis Allex était le pseudonyme de Denis A., un agent français de la Direction générale de la Sécurité extérieure (DGSE), membre du Service Action au Centre parachutiste d’instruction spécialisée (CPIS) de Perpignan, anciennement appelé 11e Choc. Originaire de Trélon, dans le département du Nord et installé dans les Pyrénées-Orientales, son lieu d'affectation, Denis Allex était marié et père de trois enfants,,,. Durant sa carrière militaire, il a été nageur de combat au Centre parachutiste d'entraînement aux opérations maritimes (CPEOM) et a servi vingt années dans l'armée de terre en tant qu'adjudant dans l'infanterie. En 2005, il est cité et décoré de la médaille militaire, puis en novembre 2009, quatre mois après son enlèvement, il est fait chevalier de l'ordre national du Mérite. 
Il était en mission dans la capitale somalienne pour former la police et la garde présidentielle du gouvernement fédéral de transition lorsqu'il a été capturé par des islamistes du Harakat al-Chabab al-Moudjahidin le 14 juillet 2009. Son identité n'a pas été révélée.

## Enlèvement et détention de Denis Allex
Le 14 juillet 2009, Denis Allex et un autre agent français, Marc Aubrière, doivent passer le premier soir de leur mission à l'hôtel Sahafi à Mogadiscio, avant de rejoindre le lendemain une zone sûre de la ville. Un commando d'une dizaine d'hommes armés surgit dans l'établissement et se rend dans la chambre où logent les Français, qui sont capturés. Si Marc Aubrière, retenu par Hizbul Islam, s'échappe une quarantaine de jours plus tard, dans la nuit du 25 au 26 août 2009, Denis Allex, lui, est détenu par les miliciens du Harakat al-Chabab al-Moudjahidin pendant trois ans et demi,,,.
Grâce à la libération des sud-africains Bruno Pelizzari et Deborah Calitz, la DGSE obtient des informations sur la localisation de Denis Allex. Il est localisé par des photos satellites françaises et américaines, mais les shebab le transfèrent à la fin de l'été 2012 dans une troisième prison, à Buulo Mareer, où il est surveillé par l'élite des shebab, l'unité des Amniyat, la garde prétorienne de Mokhtar Ali Zubeyr. La DGSE réussit à suivre sa trace jusqu'à cette prison, qui semble être la prison définitive.
Le ministre Jean-Yves Le Drian transmet une demande d'exfiltration militaire au président François Hollande, qui la valide.

## Tentative de libération

### Opération militaire
Le 11 janvier 2013 à 2 heures du matin (heure locale), 50 commandos français du Service Action de la DGSE, soutenus par six hélicoptères (quatre hélicoptères d'assaut H-225M Caracal et deux hélicoptères de combat EC-665 Tigre du commandement des opérations spéciales) partent du Mistral. Ils sont débarqués à plusieurs kilomètres du lieu présumé de détention de Denis Allex. Selon un habitant, les islamistes auraient été prévenus du débarquement des troupes françaises par la population civile et auraient eu le temps de se préparer avant que les commandos français ne les atteignent. La version française diffère : les hélicoptères se seraient posés dans un champ isolé, puis le commando aurait progressé sans incident jusqu'aux abords du lieu de détention. Ce n'est qu'au dernier moment qu'un homme qui n'avait pas été repéré aurait surpris le commando. 
Des échanges de tirs ont eu lieu pendant 45 minutes, entraînant la mort de 17 islamistes et d'un soldat français, le capitaine Patrice Rebout, chef du commando. Un autre soldat français est porté disparu lors de l'opération. Ses camarades ont la certitude qu'il n'a pas été capturé vivant, mais les shebabs affirment le détenir. La présence de son corps est confirmée par un témoin extérieur le lendemain matin. Deux jours plus tard, son décès est confirmé par les islamistes qui prétendent avoir tenté de le soigner alors qu'il était grièvement blessé. La photo du corps de ce second soldat français est ensuite mise en ligne sur Internet par les shebabs, avec l'information selon laquelle il s'agirait du capitaine Rebout. Toutefois, la photo du corps n'est pas celle du capitaine Rebout, dont le corps a pu être rapatrié en France, mais bien celle du second soldat français, un sergent-chef âgé de 40 ans,, et dont l'identité n'a jamais été révélée par le gouvernement français.
Quatre civils auraient été tués lors de la progression des troupes françaises et quatre autres lors des échanges de tirs avec les islamistes. Le journaliste Vincent Nouzille mentionne quant à lui « plus de 70 miliciens somaliens tués et plusieurs dizaines de civils victimes d'un "nettoyage" effectué par les commandos français pour préserver l'effet de surprise de l'opération, sur la dizaine de kilomètres » de leur parcours.
L'armée française, par la voix du ministre de la Défense, estime que l'otage a été exécuté lors de l'opération, les commandos français ayant entendu une rafale d'arme automatique juste après avoir vu Denis Allex emmené dans une pièce par ses ravisseurs. Les shebabs prétendent que l'otage est toujours en vie ; ils déclarent vouloir l'exécuter et annoncent son assassinat le 17 janvier 2013.

### Réactions
Le gouvernement fédéral de transition somalien tient une conférence de presse le 13 janvier 2013, dans laquelle il condamne le raid, au motif qu'il avait été mené sans le consentement ni la connaissance des autorités somaliennes et exprime par ailleurs ses condoléances aux victimes.
Le 14 janvier 2013, le président américain Barack Obama indique dans une lettre au Congrès que les avions de l'US Air Force sont brièvement entrés dans l'espace aérien somalien et ont fourni un support limité à l'opération française, sans participer directement au raid.
Le 16 janvier 2013, le président français François Hollande confirme la mort de Denis Allex, la qualifiant d'« assassinat » lors de la présentation de ses vœux à la presse. Quelques jours plus tard, il est présent à Perpignan pour rendre hommage aux militaires tués lors de l'opération de sauvetage en Somalie.